# Sergestidae
 Sergestidae  Dana, 1852 é uma família de pequenos camarões, por vezes considerados planctónicos, pertencentes à superfamília Sergestoidea.
Possuem a carapaça moderadamente comprimida lateralmente, mas lisa nos dois terços posteriores; rostro mais pequeno que os pedúnculos dos olhos, por vezes rudimentar; flagelo inferior da primeira antena modificada num órgão preênsil, nos machos; flagelo da segunda antena alongado e dobrado no artículo distal; primeira maxila com palpo; segunda maxila com dois lobos; primeiro maxilípede com endopodito e exopodito bem desenvolvidos; primeiros três pares de pereópodes alongados, finos e com sedas longas e rígidas, enquanto que os dois pares posteriores estão ausentes; primeiro pereópode quelado, enquanto o segundo e terceiro quase sempre apresentam pequenas quelas, e o quarto e quinto têm seis segmentos, sem dáctilo, mas podendo ser natatórios; no máximo, sete pares de brânquias, ausentes em algumas espécies; petasma simétrico, sem fúrcula ventral; télico (receptáculo seminal) formado por esternitos modificados, entre o terceiro (por vezes, abrangendo o quarto) pereópode.